# 科比·阿瑟
科比·奥乌苏·阿瑟 （英語：Koby Owusu Arthur；1996年1月31日—）是一位加納藉足球運動員，在場上的位置是中場。他現在效力於英格蘭足球全國聯球會马科斯菲尔德。

## 早年
阿瑟生於加納库马西，搬到英格蘭後加入南部聯賽球會伍德福德聯的青訓系統，在2012年被伯明翰的球探發現，於是在16歲一年他加入伯明翰青年學院，在U18和預備隊上場比賽。

## 球會生涯

### 伯明翰城
2013年4月1日，阿瑟簽下為期兩年的職業合約，當天他亦首次在職業聯賽上場參加對狼隊的賽事，在78分鐘入替米切·漢科斯，最終以3-2戰敗完場。季後他當選為青年學院年度最佳球員。
2013年8月6日英格蘭聯賽盃第一輪賽事中，他首次以先發身份上場比賽，結果球會在加時以3-2普利茅斯，數天後他亦在新球季首次上場參加對布莱顿的賽事。

### 外借
2014年3月21日，阿瑟被外借到全國聯球會林肯城至季末。接著對盖茨黑德賽事便獲得先發席位上場，但半場球隊收2-0落後時被換出。
2014年7月25日，他被外借到英乙球會切尔滕汉姆六個月。他在新球會第二場賽事便取我首顆職業進球，他在84分鐘的進球使球隊最終以2-1擊敗艾宁顿斯坦利。一星期後對特兰米尔流浪者的比賽又取得進球，助球隊以3-2反勝。接著對哈特尔普尔联的賽時，他在90分補打進一頭球，使他有「超級替補」的稱呼。他在英格蘭聯賽錦標第一輪賽事先發上場並打進球隊第二球，使球隊得以晉級至第二輪。9月13日以1-0不敵卢顿的賽事，他首次在聯賽先發上場。翌日阿瑟被伯明翰召回。

### 回到伯明翰
2014年9月30日伯明翰以3-1擊敗米尔沃尔的比賽，阿瑟首次代表伯明翰上場，這場比賽亦是球隊在新球季首場作客勝利。

## 外部連結
- 足球数据库：科比·阿瑟的球员统计数据